# Ponorkobus
Ponorkobus (v anglickém originále Das Bus) je 14. díl 9. řady (celkem 192.) amerického animovaného seriálu Simpsonovi. Scénář napsal David S. Cohen a díl režíroval Pete Michels. V USA měl premiéru dne 15. února 1998 na stanici Fox Broadcasting Company a v Česku byl poprvé vysílán 1. února 2000 na stanici ČT1.

## Děj
Na Springfieldské základní škole probíhá vzdělávací projekt o OSN. Součástí projektu je i víkendová exkurze. V autobuse se Bart s Nelsonem vsadí o to, jestli se dříve dokutálí na druhou stranu autobusu Nelsonův pomeranč, nebo Bartovo jablko. Milhouse chce závodit také a do cíle pošle grapefruit, který se ale dostane pod brzdu, a autobus se tak převrátí do moře. Otto, řidič autobusu, plave pro pomoc a autobus plný dětí dopluje na neznámý ostrov. Na celém ostrově není nic k jídlu, a tak propukne panika. Bart si ráno vzpomene na chladicí box se svačinami, který zůstal v autobusu, a plave pro něj. Povede se mu jej získat, ale druhý den ráno skupina zjistí, že všechno jídlo z boxu přes noc někdo snědl. Obviní Milhouse, jehož dech zavání po sýrových nachos. Většina z ostatních dětí by mu nejraději na místě „rozpárala břicho“, ale Líza pro něj chce spravedlivý soud.
Mezitím ve Springfieldu Homer zjistí, že Ned Flanders podniká z domova a vlastní malou internetovou firmu. To ho rozohní a začne si stěžovat Marge, že všichni kromě Simpsonů už na internetu vydělávají. Rozhodne se tedy zbohatnout na internetu, a to i přesto, že o něm nic neví. Založí si firmu s názvem Compu-Global-Hyper-Mega-Net. Ta sice nevykazuje žádnou činnost, ale i přesto přiláká pozornost Billa Gatese, který se rozhodne Compu-Global-Hyper-Mega-Net odkoupit. Homer se raduje, ale jen do té doby, než zjistí, že slovem „koupit“ Gates myslel rozbití všeho hmotného majetku Homerovy firmy. Se slovy „nezbohatl jsem tím, že bych vypisoval kvanta šeků,“ Gates odchází.
Zpátky na ostrově probíhá soud s Milhousem. Toho zastupuje Líza, protistranou je Nelson, soudcem Bart. Milhouse se brání tím, že jídlo nesnědl on, ale neznámá obluda. Bart nakonec rozhodne o nevině Milhouse pro nedostatek důkazů. To velmi rozzlobí ostatní děti, které chtějí Milhouse zabít, a teď navíc padl jejich hněv i na hlavy Lízy a Barta, kteří se Milhouse zastali. Děti pronásledují trojici po celém ostrově až do temné jeskyně. Tam zjistí, že tajemná obluda je divočák. Najdou u něj také balíček chipsů, které definitivně prokážou Milhouseovu nevinu.
Líze dojde, že když na ostrově přežívá divočák, musí tam být něco k jídlu. Zjistí, že olizuje sliz z kamení, a tím si zajišťuje potravu. Je z toho nadšená, ale ostatní děti mají na věc jiný názor a raději zabijí a snědí divočáka.
Díl je ukončen ve stylu deus ex machina, protože končí pohledem na ostrov a slovy „A tak se děti naučily fungovat jako společnost. A nakonec je zachránil, éé, dejme tomu Vočko.“.

## Produkce
Podle komentáře na DVD k deváté řadě Simpsonových navrhla gaučový gag neteř Dana Castellanety. Aby byla řeč rybářů co nejpřesnější, zavolal Cohen příteli, který mluvil mandarínsky. Když přišli čínští dabéři, neměli pocit, že mandarínština je geograficky vhodná, a tak byla změněna na kantonštinu, kterou se mluví spíše v pobřežních oblastech Číny a která by byla pro námořníky a rybáře vhodnější.

## Kulturní odkazy
Většina zápletky epizody, konkrétně skupina dětí uvězněných na ostrově a rozpad práva, pořádku a civilizovanosti, je odkazem na román Williama Goldinga Pán much z roku 1954, včetně použití deus ex machina jako dějového prostředku, který děti zachrání. Hlavní odbočkou bylo, že zatímco epizoda ukazuje děti, které se učí žít v míru, v románu se „válka“ chlapců rozpadla, když je zachránila loď námořnictva, jež byla paradoxně sama uprostřed války. Název pochází z filmu Ponorka z roku 1981.
Když se děti hádají ve třídě, ředitel Skinner obnoví pořádek tím, že bouchne botou do stolu. Skinnerovo jednání je odkazem na incident s boucháním botou sovětského vůdce Nikity Chruščova v OSN v roce 1960. Pád autobusu z nadjezdu byl inspirován vyvrcholením filmu Pravdivé lži z roku 1994, ačkoli někteří animátoři poznamenali, že podobná scéna se odehrála ve filmu o Jamesi Bondovi Povolení zabíjet z roku 1989, kde zkorumpovaný policista pomáhá osvobodit bondovského padoucha z vazby.
Když děti pronásledují Lízu, Barta a Milhouse, používají na obličej popel z dřevěného uhlí jako válečnou barvu a Ralph Wiggum si ten svůj namaluje ve stylu kočky podobně jako Peter Criss z Kiss. Při útěku před ostatními dětmi se Bart, Líza a Milhouse musí přehoupnout přes propast na liáně; Milhouse přejde první, ale odmítne liánu hodit zpět (volá, že „není čas“), což je odkaz na úvodní scénu filmu Dobyvatelé ztracené archy z roku 1981, kde Satipo udělá totéž Indiana Jonesovi (ale jako akt zrady).

## Přijetí
V původním vysílání se díl umístil v týdnu od 9. do 15. února 1998 na 17. místě v žebříčku sledovanosti s ratingem Nielsenu 9,9, což odpovídá přibližně 9,6 milionu domácností. Byl to třetí nejlépe hodnocený pořad na stanici Fox v tom týdnu, hned po Aktech X a Tatíku Hillovi a spol. V článku v USA Today z roku 2006 byl díl vyzdvižen mezi šesti nejlepšími epizodami 9. řady Simpsonových, spolu s díly Kam s odpadem?, Poslední pokušení Krustyho, Pistolníkova rodina, Jak napálit pojišťovnu a Radost ze sekty.
Autoři knihy I Can't Believe It's a Bigger and Better Updated Unofficial Simpsons Guide, Warren Martyn a Adrian Wood, díl označili za „fantastickou epizodu“ a dodali: „Ignorujte internetovou obchodní stránku a kochejte se chytrostí dětí uvězněných na ostrově. Bart ještě nikdy nebyl chytřejší, Nelson hrozivější a Milhouse podivínštější. Skvělá záležitost s rozkošným koncem, který je tak vtipný a zřejmý, až je otravné, že vás ani nenapadlo, že by jim to mohlo projít.“.
Epizoda se stala studijním materiálem pro kurzy sociologie na Kalifornské univerzitě v Berkeley, kde se používá ke „zkoumání otázek produkce a recepce kulturních objektů, v tomto případě satirického kresleného seriálu“, a ke zjištění, co se „snaží divákům sdělit o aspektech především americké společnosti a v menší míře i o jiných společnostech“.